# راي ستراوس
راي ستراوس (بالإنجليزية: Ray Strauss)‏ (4 نوفمبر 1927 في أستراليا - 28 يوليو 2013 في أستراليا) هو لاعب كريكت أسترالي. لعب مع فريق غرب أستراليا للكريكت ‏.

## وصلات خارجية
- راي ستراوس على موقع إي آس بي آن كريك إنفو (الإنجليزية)